# Борьба на поясах
Борьба на поясах (до сер. XX века была известна в России как «швейцарская борьба» и «русско-швейцарская борьба») — древний вид борьбы, заключающийся в единоборстве двух подпоясанных борцов в стойке. Спортсмены всё время поединка находятся в схватке, держа друг друга за пояс, и каждый из соперников пытается повалить другого и победить.

## История борьбы на поясах
Борьба на поясах — один из самых древних видов спорта. Это убедительно доказывают древние рукописи, документы и различные исторические памятники искусства. Специалисты находили наскальные рисунки с изображением борьбы на поясах в самых различных уголках Земли — в Центральной Америке, Африке, Европе, Азии. Возле Багдада в 1938 году была найдена бронзовая статуэтка двух борцов на поясах, которой примерно шесть тысяч лет. В китайской хронике «Тан Шу» XI века упоминается о соревновании по борьбе на поясах. В XI веке об этой борьбе рассказывал учёный и философ Авиценна.
О тысячелетней истории борьбы также свидетельствуют ценнейшие памятники искусства восточной группы кочевников III и I веков до нашей эры. Например, сцены борющейся пары изображены на двух бронзовых бляхах из Ордоса, из Китая и на серебряных сосудах из городка на реке Обь в Тюменской области, где издавна жили тюркоязычные народы.
На поясах боролись не только тюркоязычные народы. Ареал этого боевого спорта значительно шире и охватывает едва ли не всю современную Европу, включая Ирландию, Шотландию, Уэльс и Испанию. Примеров много: борьба ссирым в Корее, швинген в Швейцарии. У каждого народа борьба на поясах имеет свою специфику. Причина такой широкой распространенности лежит на поверхности. В древности одним из важных элементов конной атаки было умение выкидывать противника из седла. Этот элемент боевой подготовки воинов многих армий, от востока до запада, тщательно отрабатывался на тренировках, где для имитации конного боя использовали пояс. Так, успех в борьбе на поясах означал успех и в настоящем бою, потому в нём и совершенствовались многие народы.
К славянам традиция состязаний по борьбе на поясах перешла от тюркских народов. Этот вид борьбы был распространен в основном на юге России, в Поволжье, на Южном Урале, в Западной Сибири и на юге Украины. Все тюркские воины в мирное время повышали и оттачивали своё боевое мастерство через методику и приемы борьбы на поясах. По мере развития оседлости у мужчин на одежде появился пояс или кушак, отсюда пошло и название. Для воспроизведения процесса схватки двух конников, находящихся в контакте, пояса в мирных условиях тренировки было вполне достаточно. Противники сближались и с дальней дистанции, схватив друг друга за кушаки, пытались подтянув соперника ближе, вырвать его и бросить на землю. То есть точно воспроизводилась боевая схватка конников.
На коне в бою воин всегда держит ноги в стременах, и действовать против врага ногами, без риска легко выпасть из седла на землю, он не может. Поэтому на тренировках в мирное время бойцы, точно воспроизводя боевую обстановку, также исключали действия ногами. Однако, по ходу схватки конник мог очутиться слева или справа от врага. Отсюда пошли броски с зашагиванием за левую ногу и броски с зашагиванием за правую ногу соперника.
Воину нужны были сильные кисти, локти, предплечья, плечевой сустав и спина. Тяговое усилие рук, плеч и спины в короткий миг решало вопрос жизни и смерти воина. Отсюда изнурительные тренировки, с развитием беспримерной мощи тягового усилия бойца и резкого броска через грудь, броска с зашагиванием, с подседом, подсадом или броска выводом за спину.
Много позже борьба трансформировалась в праздничные состязания. Во время народных праздников борьба на поясах является гвоздём национальных праздничных программ. Борьба на поясах есть у многих тюркских народов: например, у карачаевцев она называется тутуш, у киргизов — алыш, у казахов и каракалпаков — курес, у узбеков — кураш, у чувашей - кĕрешӳ.
В России борьба на поясах сохранилась главным образом у татар и башкир. Но по мере смены эпох кушак, пояс исчез из борьбы татар и башкир. Тогда появилось белое полотенце и, обхватив друг друга полотенцами, борцы выясняли, кто же сильнейший. Путешествовавший по России в XVIII веке академик И. Лепёхин отмечал в своих наблюдениях, что в состязаниях борцы «берут друг друга не за ворот, а за кушаки и употребляют обыкновенные при борьбе ухватки». Иван Поддубный в зените славы стал чемпионом мира по борьбе на поясах. Самое раннее из известных упоминаний борьбы на поясах у русских содержится в мемуарах орловского помещика Н. И. Толубеева. Примерно этим же временем датируются и первые известные изображения борьбы на поясах: именно её можно увидеть в Русском музее на картине художника И. Щедровского, написанной в 1837 году. Владимир Даль, рассматривая в своем «Словаре живого великорусского языка» традиционные виды борьбы, бытовавшие у русских, отмечал, что «татары и башкиры закидывают друг другу пояс за поясницу, не хватаясь за одежду и упершись левым плечом друг в друга, а перехватывать руками и подставлять носков не дозволяется».

## Современный этап развития
Первый современный чемпионат мира по борьбе на поясах был проведён в 2002 году в киргизском городе Ош по инициативе Эркинбаева Баямана. На первый чемпионат мира прибыли представители 21 страны, которые и стали учредителями нового международного объединения – «Международная федерация борьбы на поясах "Алыш"» (IFWBA).
Борьба на поясах как вид спорта появилась и в России в 2003 году с создания по инициативе Р. Ф. Гайнанова Всероссийской Федерации борьбы на поясах и внесения борьбы на поясах, как признанного вида спорта, в Единую Всероссийскую Спортивную Квалификацию Минспорта Российской Федерации. Активное развитие борьбы на поясах в России и в других странах привело к созданию в 2011 году Ассоциации физкультурно-спортивных общественных объединений «Международная федерация борьбы на поясах» (IBWA) со штаб-квартирой в городе Москве.
Борьба на поясах официально включена в мировую сеть неолимпийских видов спорта, этот вид борьбы поддерживает организация ЮНЕСКО. По этому зрелищному виду спорта ежегодно проходят первенства и чемпионаты Мира, Евразии и Европы. В Российском государственном университете физической культуры создано отделение по борьбе на поясах, которое ежегодно выпускает дипломированных тренеров. Борьба на поясах была включена в программу летней Универсиады 2013 в Казани и в программу Азиатских игр в закрытых помещениях и по боевым искусствам, которые прошли в 2017 году в столице Туркменистана городе Ашхабаде.

### Чемпионаты мира
- 2002, Ош, Кыргызстан, I
- 2003, Тегеран, Иран, II
- 2004, Стамбул, Турция, III
- 2005, Казань, Россия, IV
- 2006, Алма-Ата, Казахстан, V
- 2007, Уфа, Россия, VI
- 2008, Ломе, Того, VII[3]
- 2009, Ташкент, Узбекистан, VIII[4]
- 2011, Бишкек, Кыргызстан,  IX
- 2012, Астана, Казахстан, X
- 2013, Салават, Россия, XI
- 2014, Ашхабад, Туркменистан, XII
- 2015, Казань, Россия, XIII
- 2016, Набережные Челны, Россия, XIV
- 2017, Астана, Казахстан, XV

### Чемпионаты Европы
- 1—4 октября 2023, Баку, Азербайджан, III[5][6]